# امگا برساووش
امگا برساووش یک ستاره است که در صورت فلکی برساوش قرار دارد.